# Сомбатхейи, Ференц
Ференц Сомбатхейи (венг. Vitéz Szombathelyi Ferenc; 17 мая 1887, Дьёр — 4 ноября 1946, Нови-Сад) — венгерский военный деятель, генерал-полковник.

## Биография
- В 1914—1918 гг. — участник Первой мировой войны на стороне Австро-Венгрии. При обретении независимости Венгрии переходит в Венгерскую армию.
- В мае 1926 г. получил звание полковника.
- В сентябре 1926 г. стал профессором истории в Военной Академии Св. Людовика.
- С 1931—1933 гг. являлся командующим 3-й смешанной бригады венгерской армии.
- С 1933—1936 гг. — помощник-адъютант главнокомандующего армией.
- С 1936—1938 гг. — комендант Королевский венгерской академии Св. Людовика.
- В мае 1937 г. получил звание генерала.
- С 1939—1941 гг. — главнокомандующий VIII корпусом, командовал силами Карпатской группы против войск РККА на Восточном фронте.
- С 1941—1944 гг. — начальник Генерального штаба обороны Венгрии, в марте 1944 г. после оккупации Венгрии немецкими войсками был смещён с должности и помещён под домашний арест, после прихода к власти Ференца Салаши в октябре 1944 г. был арестован немцами и вывезен в Германию.
- 22 мая 1946 г. коммунистическим венгерским судом Сомбатхейи был признан виновным в преступлениях против человечности, в злоупотреблениях должностными полномочиями с отягчающими обстоятельствами и приговорён к пожизненному тюремному заключению. Однако вскоре был передан югославским властям, был приговорен к смертной казни и казнён как военный преступник.
- В 1994 г. Верховный Суд Республики Венгрия решения народного суда от 1946 года аннулировал и оправдал Ференца Сомбатхейи.